# Де Риддер, Стив
Стив Де Риддер (нидерл. Steve De Ridder; 25 февраля 1987, Гент, Бельгия) — бельгийский футболист, полузащитник, фланговый полузащитник клуба «Дейнзе».

## Клубная карьера
Родился 25 февраля 1987 года в городе Гент. Воспитанник футбольной школы клуба «Гент». Взрослую футбольную карьеру начал в 2004 году в основной команде того же клуба, провёл четыре сезона, приняв за это время участие лишь в одном матче чемпионата. Зато в течение 2006—2008 годов приобретал игровой опыт в аренде в команде нижнелигового клуба «Гамма».
Заинтересовал представителей тренерского штаба нидерландского клуба «Де Графсхап», к составу которого присоединился в 2008 году. Сыграл за команду из Дутинхема следующие три сезона своей игровой карьеры. Большую часть времени, проведённого в составе «Де Графсхап», был основным игроком команды.
С 2011 по 2014 год играл в составе команд клубов «Саутгемптон», «Болтон Уондерерс» и «Утрехт».
К составу клуба «Копенгаген» присоединился летом 2014 года.

## Выступления за сборные
Играл за юношеские сборные Бельгии разных возрастных категорий.
В течение 2007—2008 годов привлекался в состав молодёжной сборной, за которую сыграл 2 игры.